# Ukraiński Czerwony Krzyż
Ukraiński Czerwony Krzyż (ukr. Український Червоний Хрест, Ukrajinśkyj Czerwonyj Chrest) – ukraiński oddział Międzynarodowego Czerwonego Krzyża, utworzony w kwietniu 1918 z inicjatywy Wszechukraińskiego Zjazdu Lekarzy w Kijowie, na bazie lokalnych kół Rosyjskiego Czerwonego Krzyża.
Głównymi organizatorami byli lekarze J. Łukasewycz i W. Matiuszenko. UCzCh współpracował z Międzynarodowym Komitetem MCK w Genewie, przedstawicielem Ukrainy był w nim Julijan Baczynski. Przedstawicielstwa UCzCh działały również w Wiedniu (A. Okopenko), Belgradzie (Dmytro Doroszenko), Berlinie (Oleksandra Skoropadska),Włoszech i kilku innych krajach.
Po upadku obu państw ukraińskich UCzCh działał na emigracji, ale nie należał do MCK. Na terenie USRR lokalne koła zostały przejęte przez Radziecki Czerwony Krzyż.
W latach 30. w USA utworzono również organizację charytatywną, której celem była pomoc ukraińskim więźniom politycznym w Polsce i ZSRR. Nazwano ją Ukraiński Złoty Krzyż (UZCh).
30 sierpnia 1941 we Lwowie odnowiono działalność UCzCh, jego przewodniczącym został dr Leonid Kurczaba (aresztowany przez Gestapo w sierpniu 1941, zmarł w więzieniu Montelupich w Krakowie), dr Halina Bilenka-Wreciona (do zachorowania na tyfus), i następnie dr Toma Worobeć. Centrali podlegały ośrodki w Kijowie (F. Bohatyrczuk) i Równem (C. Kononenko).
W 1942 władze niemieckie zlikwidowały UCzCh, a jego funkcje przejął oddział opieki społecznej przy Ukraińskim Komitecie Centralnym.
W latach 1943–1949 pod nazwą Ukraińskiego Czerwonego Krzyża działała służba zdrowia Ukraińskiej Powstańczej Armii, pod kierownictwem Kateryny Zaryćkiej.
Po 1945 w Niemczech i Austrii podjęto kilka prób reaktywacji UCzCh. Na zjeździe 10 października 1945 w Monachium wybrano jego zarząd (przewodniczący Wiktor Andrijewski, prezes zarządu T. Worobeć), ale pod sowieckim naciskiem, władze amerykańskiej strefy okupacyjnej zabroniły używać nazwy Ukraiński Czerwony Krzyż. Dlatego też organizację przemianowano na Służbę Sanitarno-Charytatywną (SChS), a w 1949 na Ukraińską Służbę Medyczno-Charytatywną (UMChS).
Po wojnie również w USRR działały organizacje humanitarne, które po odzyskaniu niepodległości przez Ukrainę połączyły się z ukraińską częścią Radzieckiego Czerwonego Krzyża w 1992, tworząc nowy Ukraiński Czerwony Krzyż.